# Актовский каньон
Актовский каньон — каньон, расположенный на реке Мертвовод, недалеко от села Актово в Вознесенском районе Николаевской области Украины. Начинается в километре ниже по течению от села Петропавловка Братского района. Глубина составляет от 40 до 50 метров, площадь — более 200 гектаров. Представляет собой комплекс лесной и водной экосистем с ансамблем скал и гранитных валунов. Актовский каньон по своим геолого-ландшафтным показателям в миниатюре с огромной точностью во времени образования напоминает знаменитые каньоны северной Америки. 
Каньон является объектом привлекающим внимание туристов со всей Европы. Рельеф местности не предназначен для сплава по реке, но привлекателен для поклонников экстрима, скалолазов и альпинистов. Природный комплекс Актовского каньона, как и все берега Мертвовода, входит в состав регионального ландшафтного парка «Гранитно-Степное Побужье», созданного в 1994 году Николаевским областным советом. Сейчас он является природным национальным парком «Бужский Гард».

## Галерея

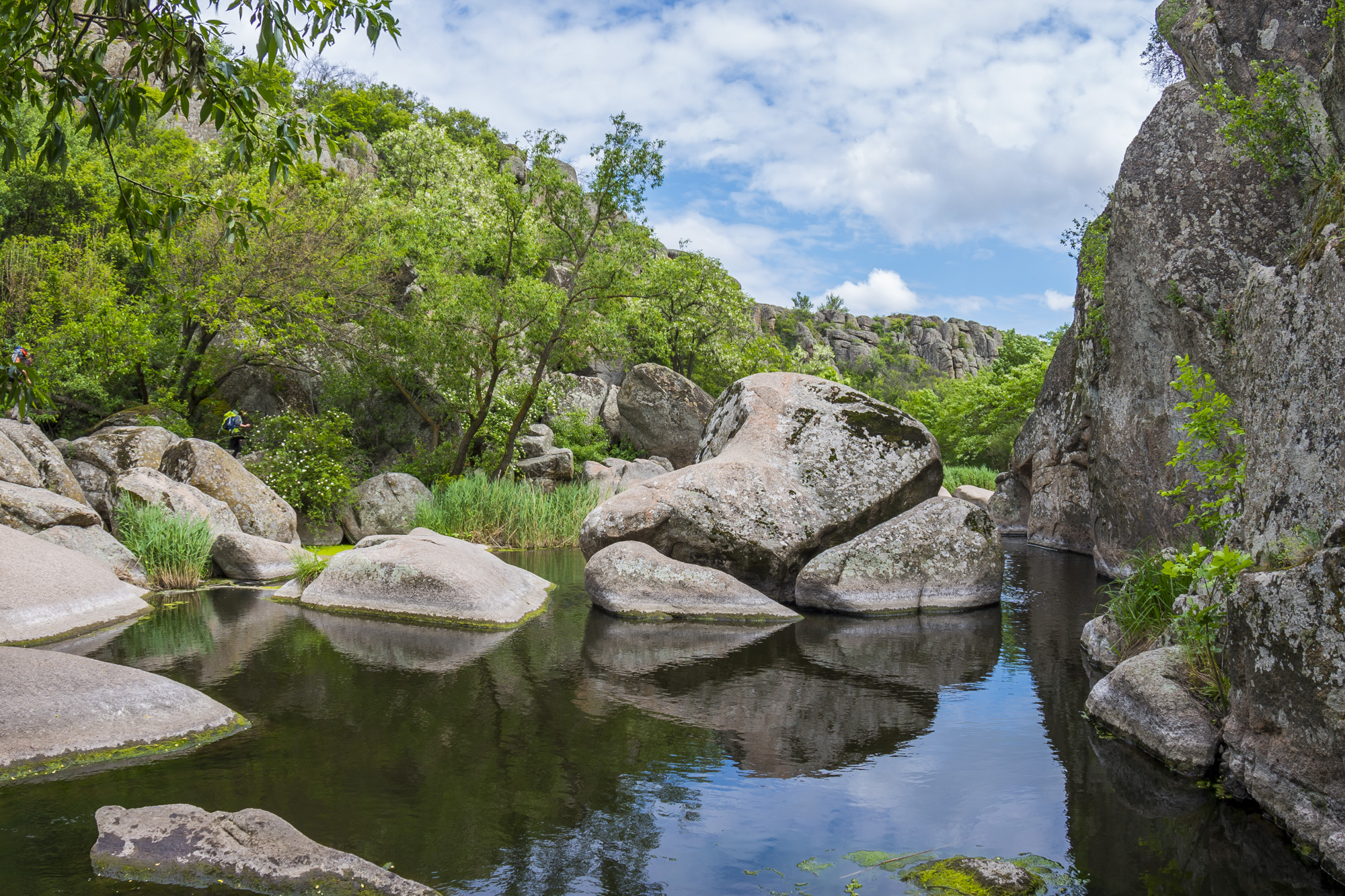
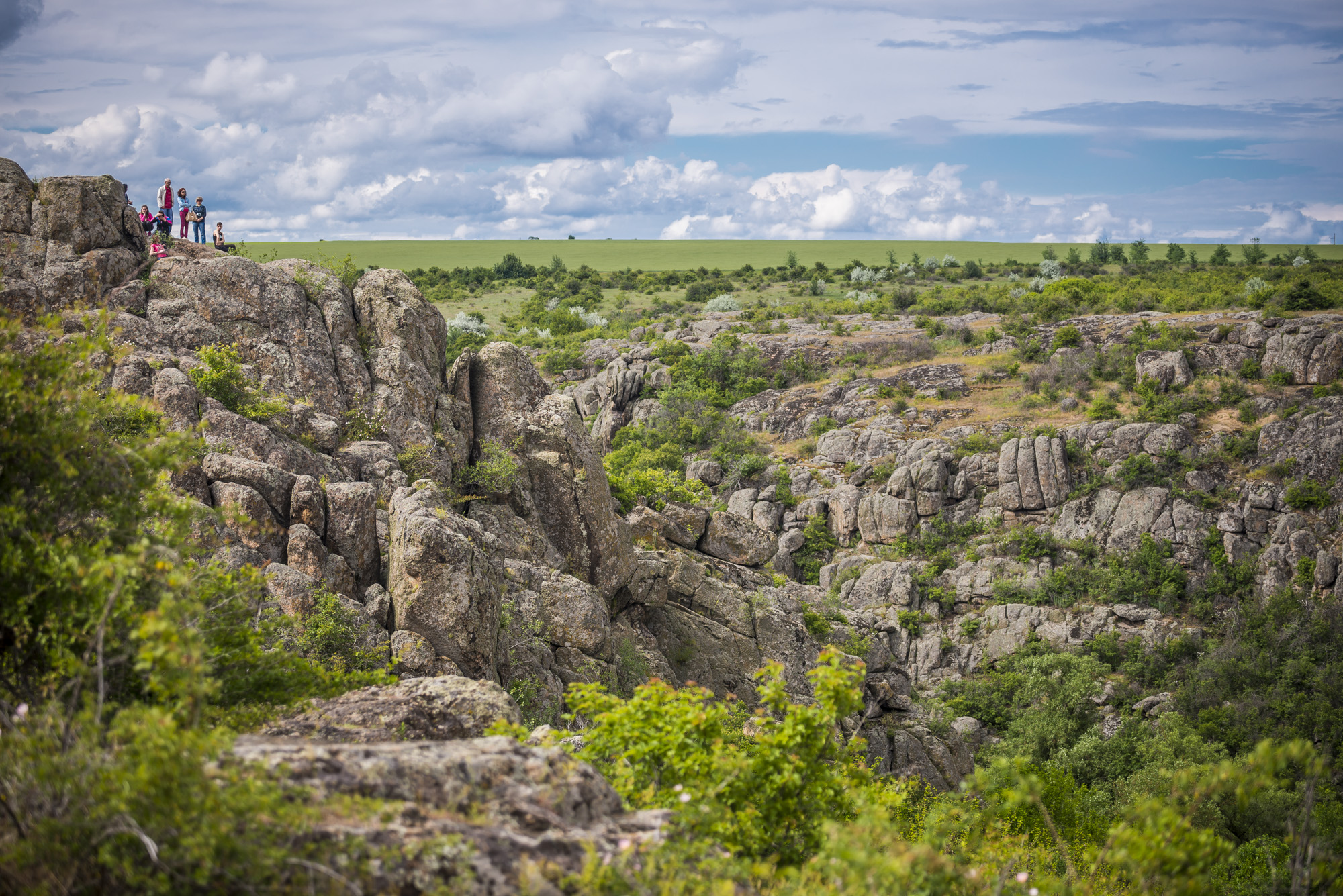
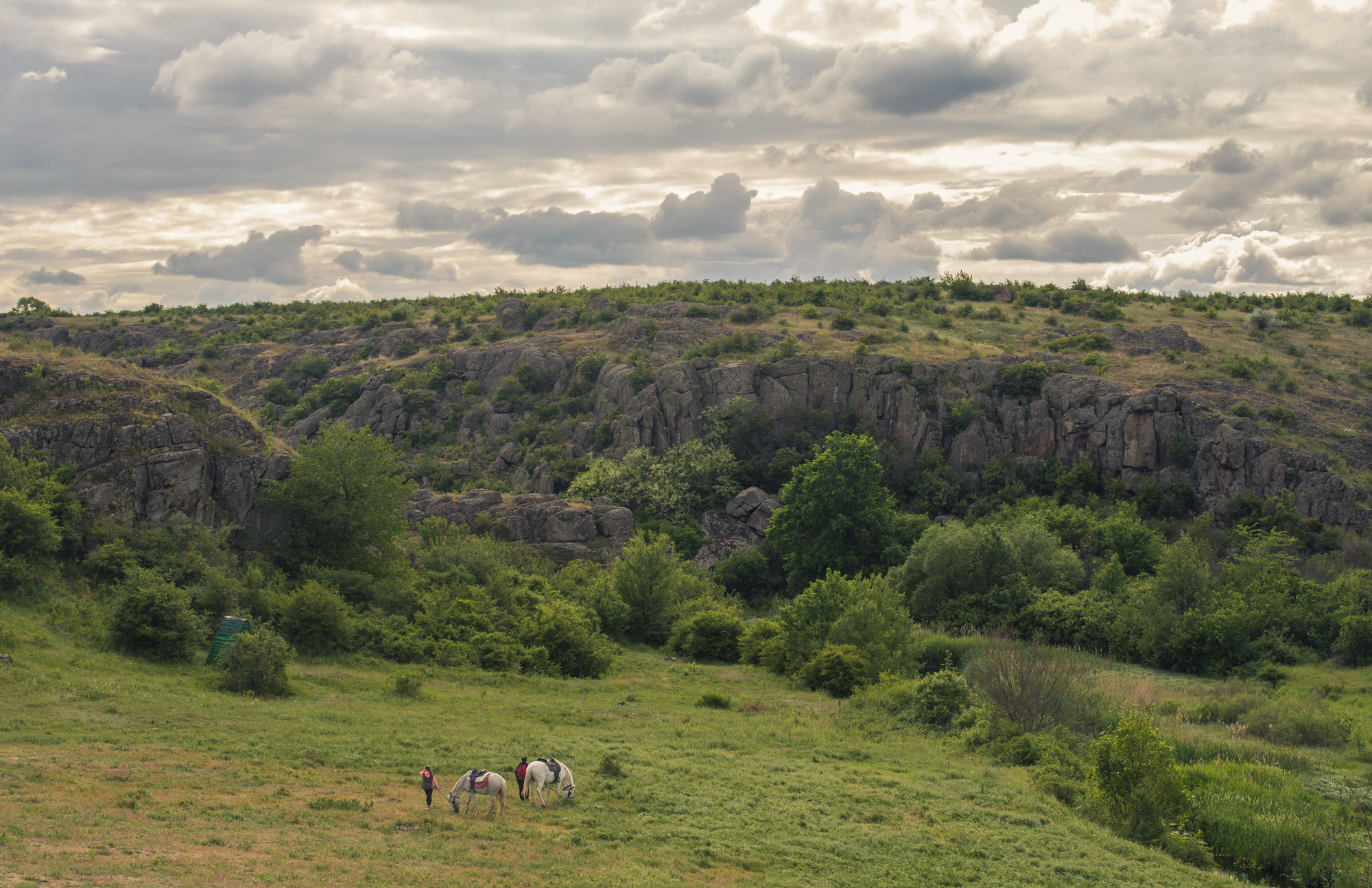
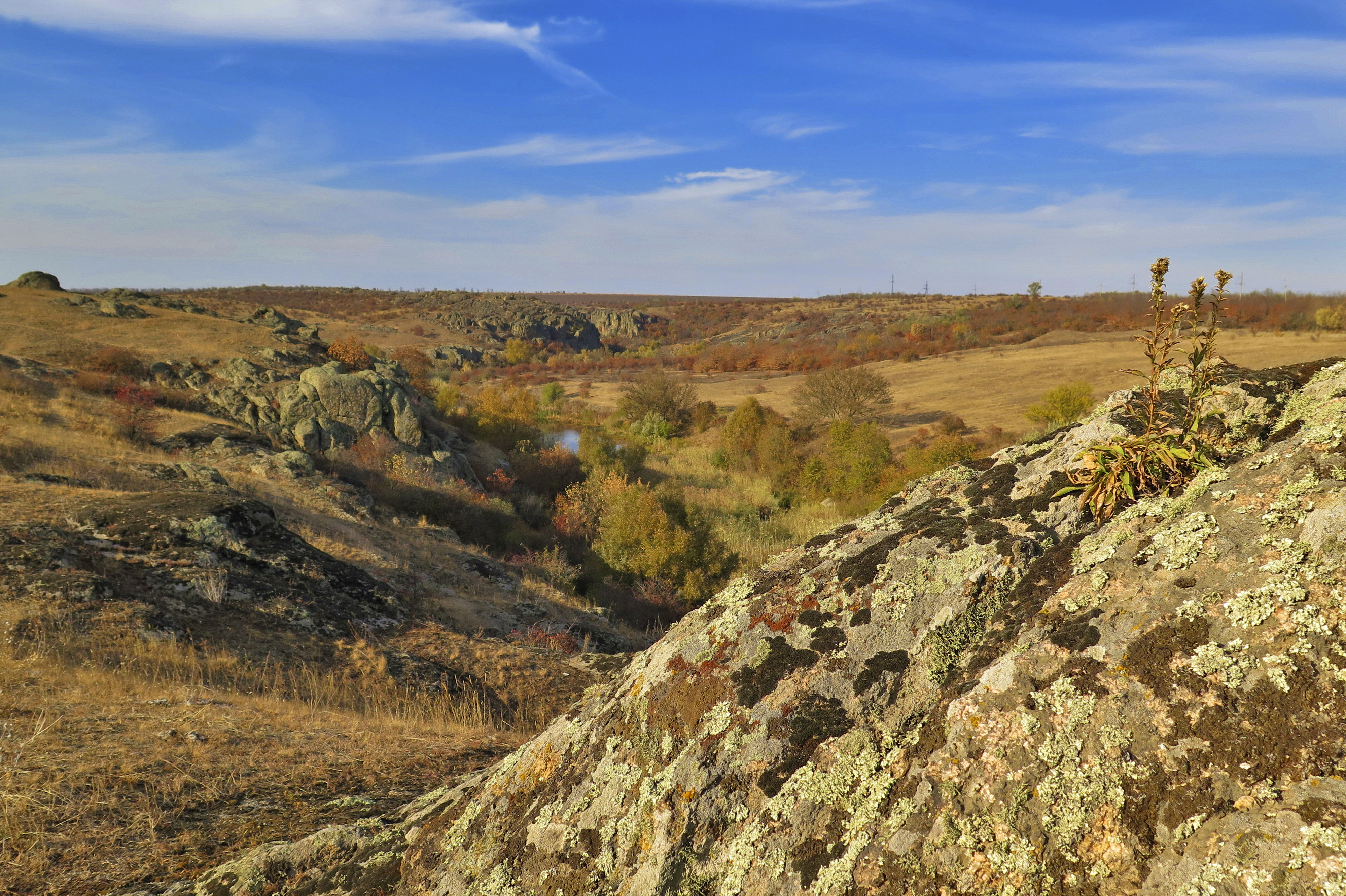
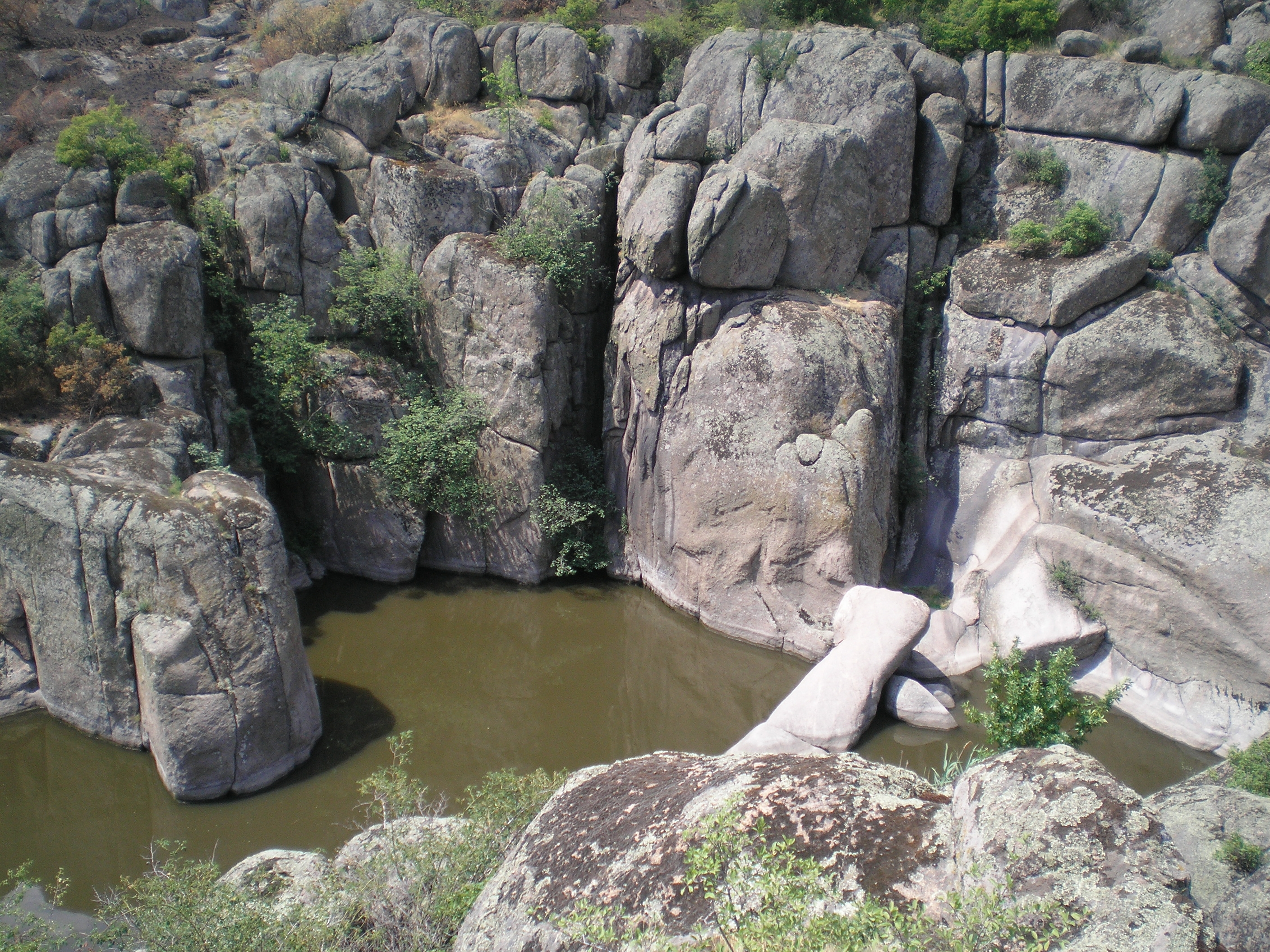